# Miguel Ángel López (futebolista)
Miguel Ángel López Elhall, mais conhecido como Miguel Ángel López (Ticino, 1 de março de 1942 – Barranquilla, 7 de julho de 2025), foi um treinador e ex-futebolista argentino que atuava como zagueiro. 
É um dos maiores ídolos da história do Independiente, onde jogou 168 partidas entre 1971 e 1975. Veio do River Plate, onde atuou na época em que o time viveu dezoito anos de jejum de títulos. No Rojo, o canhoto formou um sólido setor defensivo com Eduardo Commisso, Francisco Sá e Ricardo Pavoni. Obteve o dobro de títulos em relação ao tempo que passou na equipe: assim que chegou, venceu finalmente um campeonato argentino depois de ter passado por três vice-campeonatos seguidos no River. Era um líder natural com boa noção de marcação e que não se furtava de sair jogando com a bola.
Depois do título nacional, emendou um tetracampeonato seguido na Taça Libertadores da América, uma marca exclusiva do Independiente, que ali se isolou como maior vencedor da competição. Ganhou ainda duas Interamericanas e a primeira Intercontinental dos diablos, em 1973. Como técnico, comandou uma equipe pouco vistosa ao título da Supercopa Libertadores 1995 frente ao Flamengo de Romário.

## Morte
López morreu no dia 7 de julho de 2025, aos 83 anos em decorrência de problemas de saúde.

## Títulos

### Como jogador
Independiente
- Copa Libertadores da América: 1972, 1973, 1974 e 1975
- Mundial de Clubes: 1973
- Copa Interamericana: 1973 e 1974
- Campeonato Argentino: 1971

Atlético Nacional
- Campeonato Colombiano: 1976

### Como treinador
Independiente
- Supercopa Sul-Americana: 1995

América
- Campeonato Mexicano: 1984-85, 1985

Júnior Barranquila
- Campeonato Colombiano: 2004